# Bożena Popiołek
Bożena Popiołek (ur. 24 listopada 1962) – polska historyk, profesor nauk humanistycznych, pracownik Uniwersytetu Komisji Edukacji Narodowej w Krakowie.

## Życiorys
Stopień naukowy doktora uzyskała w 1993 r. na podstawie rozprawy Działalność polityczna Elżbiety z Lubomirskich Sieniawskiej (ok. 1669-1729), kasztelanowej krakowskiej (promotor prof. dr hab. Stanisław Grzybowski) w Wyższej Szkole Pedagogicznej w Krakowie. Habilitacja  w 2003 r. (rozprawa habilitacyjna: Kobiecy świat w czasach Augusta II. Studia nad mentalnością kobiet z kręgów szlacheckich, Akademia Pedagogiczna w Krakowie). W 2010 r. otrzymała tytuł naukowy profesora.
W latach 2012–2016 pełniła funkcję dyrektora Instytutu Historii i Archiwistyki Uniwersytetu Pedagogicznego w Krakowie, obecnie jest dziekanem Wydziału Humanistycznego tejże uczelni oraz kierownikiem Katedry Edukacji Historycznej i Zakładu Historii Kultury w Instytucie Historii i Archiwistyki.
Specjalizuje się m.in. w historii kultury i mentalności w epoce nowożytnej oraz historii kobiety i rodziny w epoce staropolskiej. W swoich pracach porusza zagadnienia związane z kulturą śmierci i testamentologią, wzorcami i modelami osobowymi oraz klientelizmem staropolskim. Wiele prac poświęciła problematyce prasy rękopiśmiennej oraz przemocy domowej w epoce nowożytnej.
Wypromowała 6 doktorów i ponad 100 magistrów.
Jej mężem jest Janusz Popiołek. 

## Wyróżnienie
28 lutego 2017 roku prof. Bożena Popiołek została laureatką Programu „Kobieta charyzmatyczna 2017” w kategorii: „Kobieta w nauce”. 

## Książki
- Królowa bez korony. Studium z życia i działalności Elżbiety z Lubomirskich Sieniawskiej (ok. 1669–1729), Kraków 1996.
- Potop („Dzieje Narodu i Państwa Polskiego”), Warszawa 1998, wyd. I, Warszawa 2000, wyd. II.
- A z Warszawy nowiny te…. Listy Jadwigi Rafałowiczówny do Elżbiety Sieniawskiej z lat 1710–1720, Kraków 2000.
- Ludzie i epoki. Podręcznik do historii do klasy II LO, Kraków 2003, wyd. II Kraków 2008.
- Kobiecy świat w czasach Augusta II. Studia nad mentalnością kobiet z kręgów szlacheckich, Kraków 2003.
- Woli mojej ostatniej testament ten… Testamenty staropolskie jako źródło do historii mentalności XVII–XVIII wieku, Kraków 2009.
- Korespondencja Elżbiety Lubomirskiej Sieniawskiej, kasztelanowej krakowskiej, t. I, II, III (wraz z Urszulą Kicińską, Agnieszką Słaby), Warszawa 2016 i 2017.